# Elementaranalyse
En elementaranalyse er en metode til kvantitativt at bestemme en kemisk forbindelses indhold af forskellige grundstoffer (og dermed bestemme dets empiriske formel) samt nogle gange også isotopsammensætningen eller blot kan den kvalitative sammensætning bestemmes. Metoden ligger inden for analytisk kemi.
Kendes den molare masse kan også molekylformlen bestemmes.
| Kemi | Spire Denne artikel om kemi er en spire som bør udbygges. Du er velkommen til at hjælpe Wikipedia ved at udvide den. |